# Francis Bitter
Francis Bitter (22 tháng 7 năm 1902 – 26 tháng 7 năm 1967) là một nhà vật lý người Mỹ. Bitter đã phát minh ra mảng Bitter được dùng trong nam châm điện trở (còn gọi là nam châm điện Bitter). Ông cũng phát triển phương pháp làm mát bằng nước vốn có với thiết kế nam châm Bitter. Trước phương pháp này, không có cách nào để làm mát nam châm điện, hạn chế mật độ thông lượng tối đa của chúng.

## Thiếu thời
Francis Bitter được sinh ra ở Weehawken, New Jersey. Cha ông, Karl Bitter, là một nhà điêu khắc nổi tiếng. Bitter đậu vào Đại học Chicago năm 1919, nhưng đã chọn rời bỏ việc học ở đó vào năm 1922 để đến thăm châu Âu. Sau đó, ông chuyển đến Đại học Columbia và tốt nghiệp vào năm 1925. Ông tiếp tục học tại Berlin từ năm 1925 đến 1926 và nhận bằng Tiến sĩ tại Columbia năm 1928. Tại Columbia, Bitter bắt đầu niềm đam mê suốt đời với nam châm.

## Sự nghiệp
Theo học bổng của Hội đồng Nghiên cứu Quốc gia, Bitter đã nghiên cứu về khí tại Caltech cùng với Robert Andrews Millikan, từ năm 1928 đến 1930. Khi còn ở Caltech, ông lập gia đình với Alice Coomara. Bà từng là một ca sĩ thành công vừa phải hát dưới nghệ danh Ratan Devi.
Năm 1930, Bitter vào làm việc cho hãng Westinghouse, chuyên môn của ông chủ yếu là về các vấn đề lý thuyết và ứng dụng khác nhau liên quan đến sắt từ. Nhờ giành được Học bổng Guggenheim, Bitter đến Anh năm 1933 và làm việc tại Phòng thí nghiệm Cavendish tại Đại học Cambridge. Ông hợp tác cùng với Peter Kapitza nghiên cứu về từ trường xung. Năm sau, Bitter trở về Mỹ và làm việc tại Westinghouse. Kể từ năm 1934, ông nhận giảng dạy tại Viện Công nghệ Massachusetts và tiếp tục tư vấn cho Westinghouse.
Bitter gia nhập Khoa Khai thác mỏ và Luyện kim với chức danh phó giáo sư vào năm 1934. Khi còn ở MIT, ông phát triển loại nam châm điện Bitter là thiết kế nam châm điện mạnh nhất. Ông thành lập một phòng thí nghiệm nam châm vào năm 1938, sau đó chế tạo thành công một loại nam châm điện từ tạo ra trường không đổi 100.000 gauss (10 tesla). Ông cũng chú trọng việc mô tả đặc trưng đầu tiên của hiệu ứng Zeeman với George Harrison.
Trong Thế chiến II, Bitter chuyển sang phục vụ Cục Hậu cần Hải quân. Ông thường tới Anh để tìm cách khử từ tàu Anh giúp tránh khỏi một loại mìn mới của Đức, sử dụng kim la bàn để kích hoạt phát nổ. Sau chiến tranh, Bitter quay trở lại MIT và gia nhập khoa vật lý. Ông trở thành giáo sư chính thức vào năm 1951 và từ năm 1956 đến 1960, ông là phó khoa của trường khoa học MIT.

## Di sản
Phòng thí nghiệm Nam châm Francis Bitter, trước đây là một phòng thí nghiệm quốc gia, ở Cambridge được đặt tên nhằm vinh danh ông.